# Hermann Kees
Hermann Kees (* 21. Dezember 1886 in Leipzig; † 7. Februar 1964 in Göttingen) war ein deutscher Ägyptologe. Er lehrte als Professor an den Universitäten Göttingen und Ain-Schams in Kairo.

## Leben
Hermann (Alexander Jakob) Kees war der Sohn des wohlhabenden Rittergutsbesitzers Paul Kees. Nach Beendigung seiner Schulzeit an der Thomasschule zu Leipzig 1905 begann Kees an den Universitäten in Göttingen und München Ägyptologie, Archäologie und Geschichte zu studieren. Dieses Studium beendigte Kees 1911 mit seiner Dissertation Der Opfertanz des ägyptischen Königs. 1912 unternahm er seine erste Studienreise nach Ägypten.
Nach dem Ersten Weltkrieg, den er zur Gänze mitmachte, konnte sich Kees 1920 an der Universität Freiburg im Breisgau habilitieren. Sofort im Anschluss daran wurde er Privatdozent an der Universität Leipzig. 1924 betraute man Kees mit der Leitung des Lehrstuhls für Ägyptologie an der Universität Göttingen. Er lehrte in der Hauptsache altägyptische Religionsgeschichte und ihre Götterwelt. Seine Bücher Der Götterglaube im alten Ägypten und Totenglauben und Jenseitsvorstellungen der alten Ägypter gelten als Standardwerke.
Vor 1933 war Kees Vorsitzender der Deutschnationalen Volkspartei (DNVP) in Göttingen, deren Mitglied er seit 1919 war. 1933 trat er in die SA ein. Nach 1933 war Hermann Kees in die Wissenschaftspolitik des Nationalsozialismus verstrickt. So wurden zwei berühmte Absolventen des Göttinger Seminars, Georg Steindorff und Hans Jacob Polotsky, zur Emigration gezwungen. Am 3. Juni 1937 beantragte Kees die Aufnahme in die NSDAP und wurde rückwirkend zum 1. Mai desselben Jahres aufgenommen (Mitgliedsnummer 4.887.982).
Nach Kriegsende wurde Kees im Rahmen der Entnazifizierung seines Amtes enthoben und, eingestuft in eine minderbelastete Kategorie, als Beamter in Wartestellung geführt. Seine Vertretung übernahmen als kommissarische Leiter des Seminars von 1946 bis 1950 Eberhard Otto und von 1950 bis 1952 Joachim Spiegel. Durch die Vermittlung seines ehemaligen Schülers Ahmed Badawi (1905–1980) bot sich Kees die Möglichkeit, an der neugegründeten Ibrahim-Pascha-Universität (1954 in Ain-Schams-Universität umbenannt) als Berater für Studienangelegenheiten saisonal in Kairo zu leben. Nachdem er am 1. April 1952 offiziell emeritiert wurde, trat Siegfried Schott seine Nachfolge in Göttingen an und Kees übernahm bis 1956 eine Gastprofessur an der Ain-Schams-Universität.
Im Alter von 77 Jahren starb Hermann Kees am 7. Februar 1964 in Göttingen und wurde auch dort beerdigt.
Von 1927 bis 1945 war er ordentliches Mitglied der Göttinger Akademie der Wissenschaften.

## Schriften (Auswahl)
- Der Opfertanz des ägyptischen Königs. Hinrichs, Leipzig 1912, (Zugleich: Dissertation, Universität München, 1911).
  - dazu: Nachlese zum Opfertanz des ägyptischen Königs. In: Zeitschrift für Ägyptische Sprache und Altertumskunde. Band 52, 1914 (1915), S. 61–72, doi:10.1524/zaes.1915.52.1.61.
- Totenglauben und Jenseitsvorstellungen der alten Ägypter. Grundlagen und Entwicklung bis zum Ende des mittleren Reiches. Hinrichs, Leipzig 1926.
- Der Götterglaube im alten Aegypten (= Mitteilungen der Vorderasiatisch-Ägyptischen Gesellschaft. Band 45, ZDB-ID 208277-9). Hinrichs, Leipzig 1941.
- Das Priestertum im ägyptischen Staat vom Neuen Reich bis zur Spätzeit. In:  Probleme der Ägyptologie. Band 1: Das Priestertum im ägyptischen Staat vom Neuen Reich bis zur Spätzeit. Brill, Leiden / Köln 1953 (Digitalisat).
- Das alte Ägypten. Eine kleine Landeskunde. Akademie-Verlag, Berlin 1955.
- Die Hohenpriester des Amun von Karnak von Herihor bis zum Ende der Äthiopenzeit. In: Probleme der Ägyptologie. Band 4: Die Hohenpriester des Amun von Karnak von Herihor bis zum Ende der Äthiopenzeit. Brill, Leiden 1964, OCLC 603812570.